# 164 (tal)
164 är det naturliga talet som följer 163 och som följs av 165.

## Inom vetenskapen
- 164 Eva, en asteroid

## Inom matematiken
- 164 är ett jämnt tal.
- 1644 är ett palindromtal i det ternära talsystemet.